# NGC 6951
NGC 6951 في الفهرس العام الجديد، هي مجرة، تقع في كوكبة الملتهب. اكتشفت في 14 سبتمبر 1885 .

## روابط خارجية
- NGC 6951 على موقع ويكي سكاي: DSS2, SDSS, GALEX, IRAS, Hydrogen α, X-Ray, Astrophoto, Sky Map, Articles and images